# Џенеси (Ајдахо)
Џенеси (енгл. Genesee) град је у америчкој савезној држави Ајдахо.

## Демографија
По попису из 2010. године број становника је 955, што је 9 (1,0%) становника више него 2000. године.
| Група             | 2000.       | 2010.       |
| Белци             | 907 (95,9%) | 911 (95,4%) |
| Афроамериканци    | 1 (0,1%)    | 0 (0,0%)    |
| Азијати           | 2 (0,2%)    | 7 (0,7%)    |
| Хиспаноамериканци | 10 (1,1%)   | 10 (1,0%)   |
| Укупно            | 946         | 955         |